# St. Lunaire-Griquet
St. Lunaire-Griquet är en ort i Kanada.   Den ligger i provinsen Newfoundland och Labrador, i den östra delen av landet, 1 600 km öster om huvudstaden Ottawa. St. Lunaire-Griquet ligger 38 meter över havet och antalet invånare är 666.
Terrängen runt St. Lunaire-Griquet är platt. Havet är nära St. Lunaire-Griquet åt sydost. Trakten är glest befolkad. Närmaste större samhälle är St. Anthony, 18,7 km sydväst om St. Lunaire-Griquet. 